# Kościół Matki Bożej Anielskiej w Lipsku
Kościół Matki Bożej Anielskiej w Lipsku – rzymskokatolicki kościół parafialny w mieście Lipsk, w województwie podlaskim. Należy do dekanatu Lipsk diecezji ełckiej.

## Historia

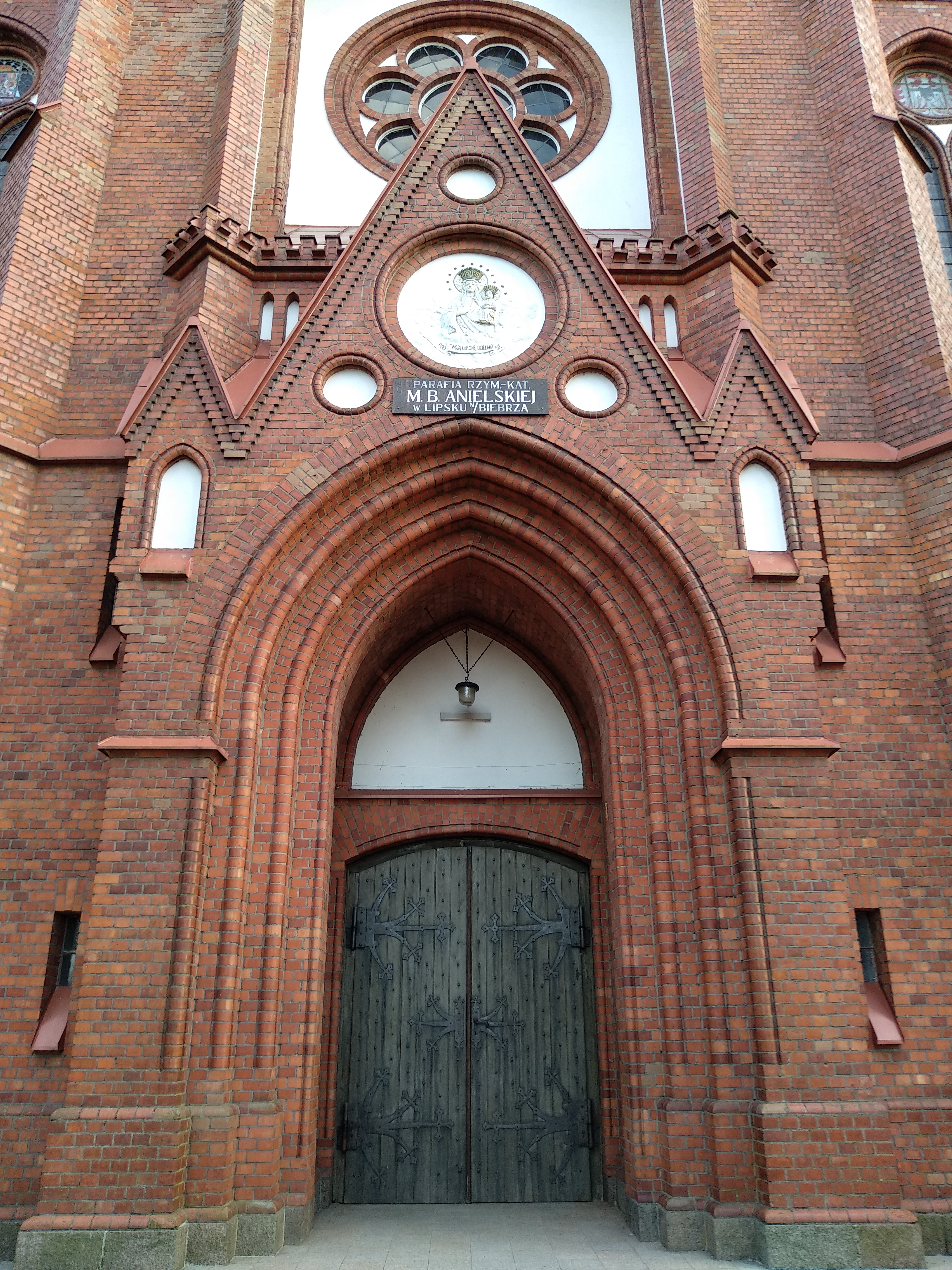
Portal

Obecna świątynia powstała po ogłoszeniu przez cara Mikołaja II Romanowa edyktu tolerancyjnego i amnestii za przekonania religijne w czerwcu 1905 roku. W 1906 roku otrzymano pozwolenie na reaktywację parafii i budowę nowej świątyni. Prace budowlane rozpoczął ksiądz Stanisław Zalewski. Przy budowie pracowali mieszkańcy Lipska i okolicznych wsi. W marcu 1911 roku kolejnym proboszczem został mianowany ksiądz Piotr Kotlewski, który w 1914 roku zakończył budowę świątyni. Powstała budowla w stylu neogotyckim według projektu Adama Piotrowskiego na planie krzyża. W dniu 2 sierpnia 1914 roku kościół został konsekrowany i otrzymał obecne wezwanie. Podczas I wojny światowej, w roku 1915, świątynia doznała licznych uszkodzeń. Według tabliczki wmurowanej w jedną ze ścian kościoła, świątynia doznała 155 uszkodzeń w murze, 16 pocisków przeszło na wylot, został zniszczony dach oraz wybite wszystkie okna. W 1923 roku zakończono jej odbudowę. W czasie II wojny światowej kościół został ostrzelany przez pociski artyleryjskie. Po wojnie naprawiono zniszczenia i uzupełniono umeblowanie świątyni.

## Architektura i wyposażenie
Fasadę flankują dwie ozdobne wieże o ceglanych hełmach oraz szczyty transeptu. Wewnątrz bogaty wystrój neogotycki. Ołtarz główny posiada wezwanie Matki Bożej Anielskiej, natomiast ołtarze boczne noszą wezwanie Najświętszego Serca Jezusowego (w lewej nawie) i Matki Bożej Bazylianki z cudownym obrazem z XVI w. (w prawej nawie).